# Bente Sorgenfrey
Bente Sorgenfrey (født 28. april 1956) var formand for hovedorganisationen FTF, der repræsenterede 450.000 offentligt og privat ansatte, der var medlemmer af 75 forskellige medlemsorganisationer. 
Endvidere er Bente Sorgenfrey medlem af Det Økonomiske Råd, bestyrelsesmedlem i Lønmodtagernes Dyrtidsfond (LD), bestyrelsesmedlem i ATP og bestyrelsesmedlem i Lån & Spar Bank samt medlem af repræsentantskabet i Nationalbanken. 
Bente Sorgenfrey er uddannet som pædagog fra Frøbel Højskolen i 1978. I perioden fra 1994 til 2003 var Bente Sorgenfrey forbundsformand for pædagogernes fagforbund BUPL efter at have været formand for den lokale afdeling af BUPL i København. I november 2003 blev Bente Sorgenfrey valgt som formand for FTF. på kongressen i 2006 blev hun genvalgt for endnu en treårig periode, hvilket skete igen i 2009, 2012 og 2015..

## Politisk ståsted
Hun har efter eget udsagn været medlem af Kommunistisk Arbejderparti, til hun blev 25 år.

## Ekstern kilde/henvisning
- Bente Sorgenfreys blog Arkiveret 23. august 2010 hos  Wayback Machine